# 新共和国
新共和国（英語：New Republic）是星球大战世界中的一个虚构聯邦國家。
义军同盟在象徵銀河帝國滅亡的恩多战役取得决定性胜利后，成立新共和国，以恢复银河系民主秩序。最初將首都與银河参议院复会设在千瑞拉星球（Chandrila），之后迁往了霍斯連恩主行星（Hosnian Prime）。新共和政府因為不想重蹈複製人戰爭的覆轍，所以在銀河內戰結束後實行去軍事化政策大量裁軍，只保留少量的軍隊和艦隊作首都的防衛。然而部份前反抗軍同盟的軍人和志願者組成「抵抗勢力」（Resistance）來預防帝國餘黨的堀起。
新共和國在《星球大战：原力觉醒》中被第一秩序的弑星者基地毁灭，将所在区域内的议会、舰队一并毁灭，新共和国损失惨重。在《星球大战：最後的絕地武士》中在数周之内，第一秩序即可掌握新共和國各大重點星系，新共和國被突如其來的襲擊打得不知所措，就要樹倒猢猻散並正式宣告滅亡。(而《星球大战：最後的絕地武士》的小説提到剩下的新共和國星球把資源分了後就地把新共和国給解散。)但「抵抗勢力」（Resistance）和新共和國殘部堅持與第一秩序戰鬥，在接下來的戰鬥中也損失慘重，在《STAR WARS：天行者的崛起》中，其艦隊的殘部響應藍道·卡利森的號召帶領部分艦隊前往艾克西多星一舉殲滅西斯艦隊並對佔領其他星系的第一秩序發起反攻。
各成員在政府塑造中有平等發言權，以選舉輪替主持參議院會期間為首都。